# Jan Hijzelendoorn jr.
Johannes Antonius Jacobus „Jan“ Hijzelendoorn (* 20. März 1929 in Amsterdam; † 22. Oktober 2008 in Uithoorn) war ein niederländischer Radrennfahrer und nationaler Meister im Radsport.

## Sportliche Laufbahn
Er begann seine Laufbahn 1948 und blieb bis 1959 aktiv. Hijzelendoorn war Teilnehmer der Olympischen Sommerspiele 1948 in London und 1952 in Helsinki. Dabei war er jeweils im Bahnsprint am Start. Im olympischen Wettbewerb im 1000-Meter-Zeitfahren 1952 wurde er beim Sieg von Russell Mockridge auf dem 8. Platz klassiert.
Beim Sieg von Maurice Verdeun bei den UCI-Bahn-Weltmeisterschaften der Amateure 1950 gewann er die Bronzemedaille.
1948 siegte er beim bedeutendsten internationalen Bahnrennen, das in Großbritannien damals veranstaltet wurde, er gewann die Champion of Champions Trophy (ein Sprintturnier). Diesen Sieg konnte er 1951 wiederholen. Zudem gewann er in jenem Jahr den Grand Prix of Manchester.
Den Grand Prix Kopenhagen gewann er 1950 vor Antonio Maspes. 1952 konnte er in diesem Rennen erneut gewinnen, der Deutsche Werner Potzernheim wurde dabei Dritter.
Von 1948 bis 1954 gewann er jeweils die Meisterschaft im Sprint der Amateure in den Niederlanden.

## Familiäres
Sein Vater Jan Hijzelendoorn sr. war ebenfalls Radrennfahrer und Bahnsprinter. Sein Sohn Jan Hijzelendoorn war Baseballspieler und Mitglied der in der niederländischen Nationalmannschaft.